# Joan Bennett

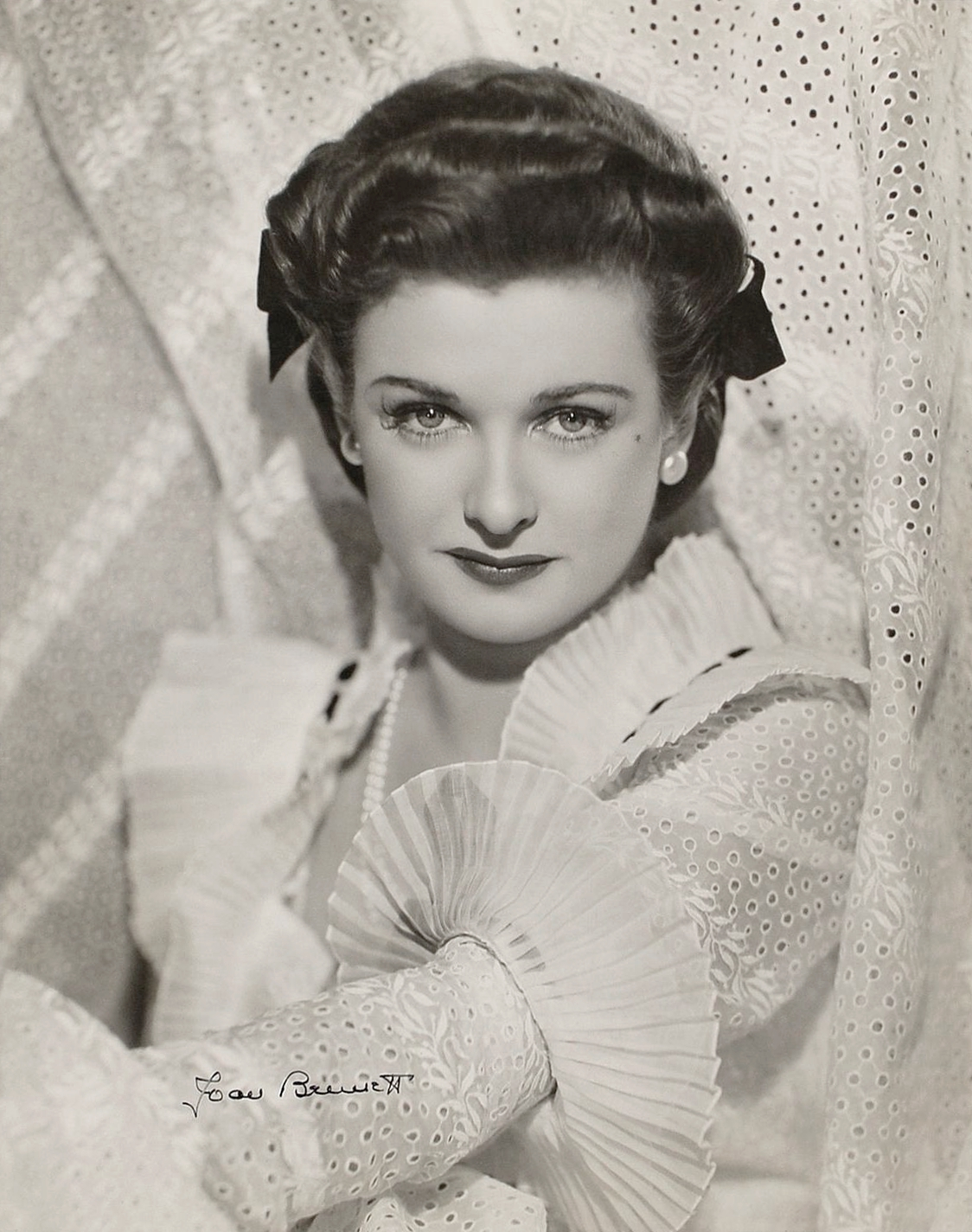
Joan Bennett (1940)

Joan Bennett (* 27. Februar 1910 in Palisades, New Jersey; † 7. Dezember 1990 in Scarsdale, New York) war eine US-amerikanische Schauspielerin. Bekannt wurde sie durch Filme wie Vier Schwestern, Gefährliche Begegnung, Vater der Braut und Suspiria.

## Leben und Karriere

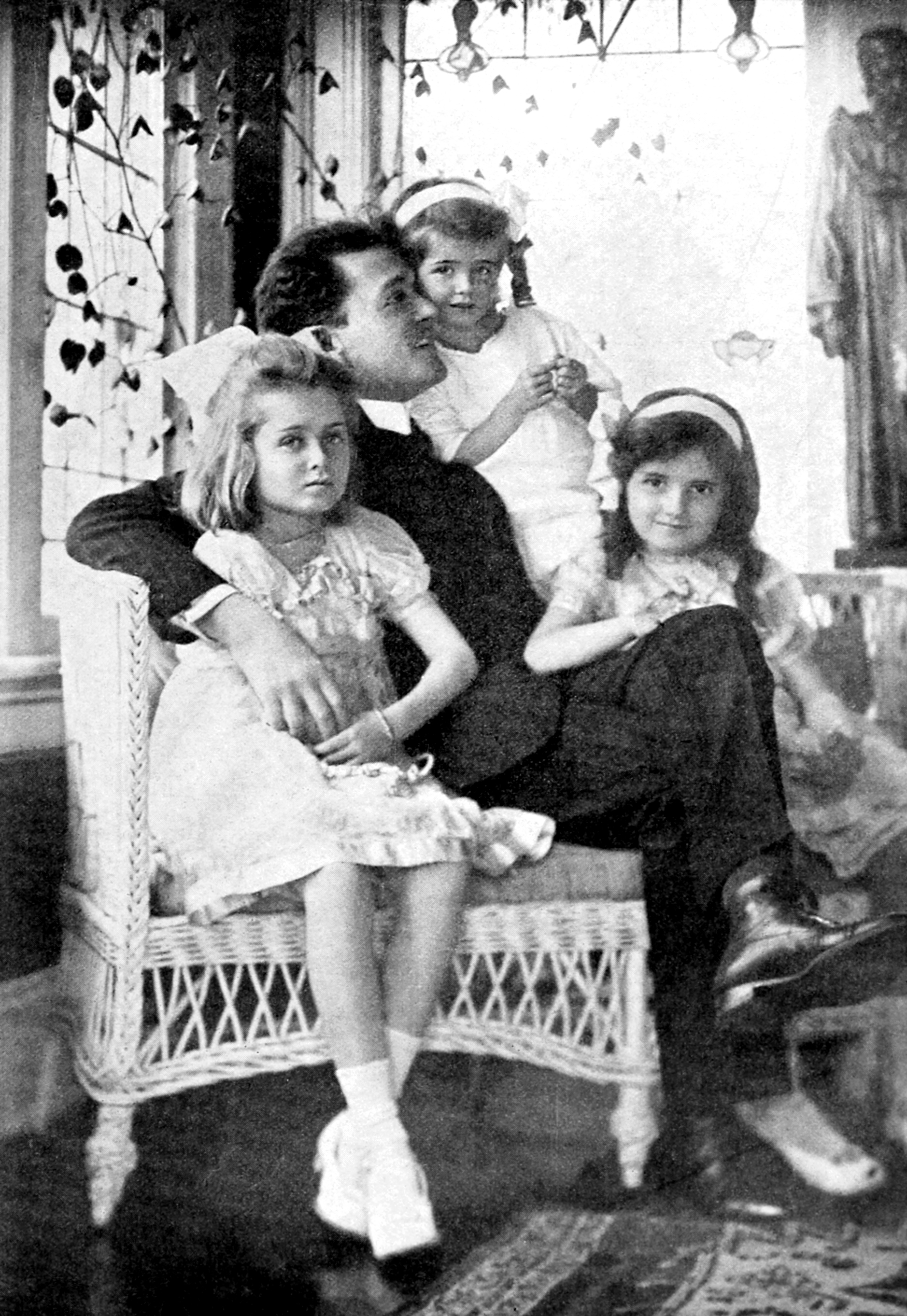
Richard Bennett mit seinen Töchtern (v.l.n.r): Constance Bennett, Joan Bennett und Barbara Bennett (1918)

Joan Bennett entstammte einer Schauspielerfamilie, die sich bis ins 18. Jahrhundert zurückverfolgen lässt. Ihre Eltern waren in ihrer Kindheit regelmäßig auf Tournee quer durch die USA, sodass Joan Bennett bei engen Freunden der Familie aufwuchs. Ihr Vater war der Theaterstar Richard Bennett, ihre Schwestern die Schauspielerinnen Barbara Bennett und Constance Bennett. Bereits mit vier Jahren stand Joan zum ersten Mal auf der Bühne. Im Jahr darauf gab sie in dem Stummfilm The Valley of Decision ihr Leinwanddebüt. Sie absolvierte ihre Schulausbildung unter anderem in Versailles und heiratete bereits im Alter von 16 Jahren. Nachdem sie sich 1928 von ihrem Ehemann, einem Alkoholiker, hatte scheiden lassen, musste sie als alleinerziehende Mutter selbst für Einkommen sorgen. Daraufhin wandte sie sich wieder der Schauspielerei zu.
Ab 1928 war Bennett ausschließlich als Filmschauspielerin tätig. Sie war zunächst bei First National unter Vertrag, spielte oft Rollen, die von Loretta Young abgelehnt wurden (Moby Dick, Disraeli) und war dabei vor allem im Rollenfach der jungen Geliebten zu sehen. Später, unter Vertrag bei Fox, war sie oft an der Seite des jungen Spencer Tracy zu sehen. 1933 spielte Bennett neben Katharine Hepburn in der Literaturverfilmung Vier Schwestern nach dem Roman von Louisa May Alcott die Rolle der Amy March. Ihre Karriere bekam ab 1934 einen Schub, als sie bei Paramount unter Vertrag genommen wurde. Neben Bing Crosby und W. C. Fields spielte sie in Mississippi und an der Seite von Claudette Colbert, Charles Boyer und Joel McCrea in Oberarzt Dr. Monet. Ihr Talent für leichte Komödien stellte sie neben Cary Grant in Wedding Present und Große braune Augen (beide 1936) unter Beweis.
Im Jahr 1938 bekam Bennett viel öffentliche Aufmerksamkeit, als sie sich für den Film Trade Winds ihre blonden Haare à la Hedy Lamarr brünett färben ließ und diesen Look (inklusive Mittelscheitel) bis zum Ende ihrer Laufbahn beibehielt. 1939 gehörte sie zu den engsten Anwärterinnen für die Rolle der Scarlett O’Hara in Vom Winde verweht. Nur von ihr und Paulette Goddard wurden Probeaufnahmen in Technicolor gemacht. Am Ende bekam aber Vivien Leigh die Rolle. In den 1940er-Jahren wandte sich Bennett auch häufiger zwielichtigeren Rollen zu, beispielsweise als Femme fatale in mehreren Film noir. So war sie unter der Regie von Fritz Lang in den Kriminalfilmen Menschenjagd, Gefährliche Begegnung, Straße der Versuchung und Geheimnis hinter der Tür zu sehen. Aufgrund ihres Alters trat sie gegen Ende der Dekade häufiger in mütterlichen Rollen auf. 1950 hatte sie als Familienmutter Ellie Banks in Vincente Minnellis Komödie Vater der Braut neben Spencer Tracy und Elizabeth Taylor großen Erfolg. Diese Rolle spielte sie auch in der 1951 erschienenen Fortsetzung Ein Geschenk des Himmels.
Joan Bennetts damaliger Mann, der Produzent Walter Wanger, schoss im Dezember 1951 ihren Agenten Jennings Lang vor der Haustür nieder, da er eine Affäre zwischen Bennett und Lang vermutete. Lang überlebte verletzt und Wanger musste für vier Monate ins Gefängnis; Bennetts Karriere wurde durch die negativen Schlagzeilen nachhaltig beschädigt. Ihre letzten großen Kinorollen spielte sie Mitte der 1950er-Jahre in Michael Curtiz’ schwarzer Komödie Wir sind keine Engel und in Douglas Sirks Melodram Es gibt immer ein Morgen.
Ab 1966 feierte Bennett mit der Fernsehserie Dark Shadows ein Comeback, durch die sie der breiten Öffentlichkeit in den USA bekannter als je zuvor wurde. In der Familiensaga, bei der die Lebenden in Kontakt mit allen Formen von Untoten treten, war sie bis 1971 in einer tragenden Rolle zu sehen; sie wirkte 1970 auch im dazugehörigen Kinofilm Schloss der Vampire mit. Die Serie war sehr populär und stilbildend für ein ganzes Genre. Eine ihrer letzten Rollen hatte sie 1977 in Dario Argentos Horrorfilm Suspiria.
Joan Bennett war viermal verheiratet und hatte aus den ersten drei Ehen vier Töchter. Als sie 1990 im Alter von 80 Jahren starb, war sie dreizehnfache Großmutter.

## Filmografie (Auswahl)
- 1916: The Valley of Decision
- 1928: The Divine Lady
- 1929: Die ungekrönte Königin (The Divine Lady)
- 1929: Bulldog Drummond
- 1929: Disraeli
- 1930: Moby Dick
- 1931: Doctors’ Wives
- 1932: She Wanted a Millionaire
- 1932: Me and My Gal
- 1933: Vier Schwestern (Little Women)
- 1934: Jagd nach dem Glück (The Pursuit of Happiness)
- 1935: Oberarzt Dr. Monet (Private Worlds)
- 1935: Mississippi
- 1935: Der Mann, der die Bank von Monte Carlo sprengte (The Man Who Broke the Bank at Monte Carlo)
- 1936: Große braune Augen (Big Brown Eyes)
- 1936: Wedding Present
- 1937: Für Sie, Madame … (Vogues of 1938)
- 1938: I Met My Love Again
- 1938: Über die Grenze entkommen (The Texans)
- 1938: Trade Winds
- 1939: Der Mann mit der eisernen Maske (The Man in the Iron Mask)
- 1939: Die grüne Hölle (Green Hell)
- 1939: Nenn mich Hilda (The Housekeeper’s Daughter)
- 1940: The House Across the Bay
- 1940: The Man I Married
- 1940: Die Stunde der Vergeltung (The Son of Monte Cristo)
- 1941: Menschenjagd (Man Hunt)
- 1941: Wild Geese Calling
- 1943: Irrtum nicht ausgeschlossen (Margin for Error)
- 1944: Gefährliche Begegnung (The Woman in the Window)
- 1945: Straße der Versuchung (Scarlet Street)
- 1947: Die Frau am Strand (The Woman on the Beach)
- 1947: Die Affäre Macomber (The Macomber Affair)
- 1948: Geheimnis hinter der Tür (Secret Beyond the Door)
- 1948: Der Mann mit der Narbe (Hollow Triumph)
- 1949: Schweigegeld für Liebesbriefe (The Reckless Moment)
- 1950: For Heaven’s Sake
- 1950: Vater der Braut (Father of the Bride)
- 1951: Ein Geschenk des Himmels (Father’s Little Dividend)
- 1954: Die Autofalle von Las Vegas (Highway Dragnet)
- 1955: Wir sind keine Engel (We’re No Angels)
- 1956: Es gibt immer ein Morgen (There’s Always Tomorrow)
- 1959: Too Young to Get Steady (Fernsehserie, sieben Folgen)
- 1960: Begierde im Staub (Desire in the Dust)
- 1966–1971: Dark Shadows (Fernsehserie, 389 Folgen)
- 1970: Schloss der Vampire (House of Dark Shadows)
- 1977: Suspiria
- 1981: Devil’s House – Wenn Mauern töten (This House Possessed)
- 1982: Scheidungskriege (Divorce Wars: A Love Story, Fernsehfilm)

## Auszeichnungen

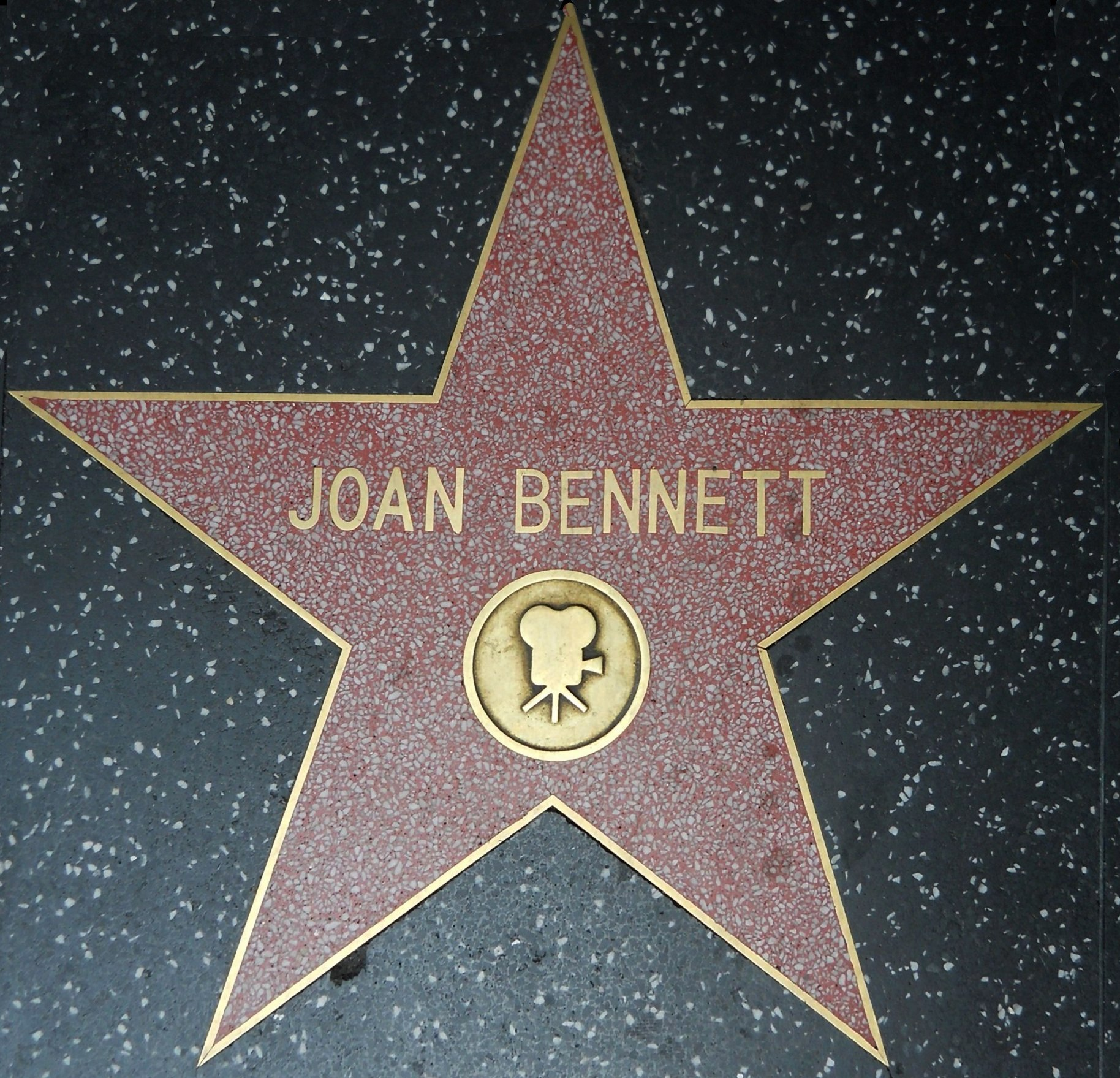
Joan Bennetts Stern auf dem Walk of Fame

- 1960: Stern auf dem Hollywood Walk of Fame für ihre Filmarbeit
- 1966: Nominierung für den Emmy Award als beste Darstellerin einer Seifenoper für Dark Shadows
- 1977: Nominierung für den Saturn Award als beste Nebendarstellerin für Suspiria